# カジミェシュ (聖人)

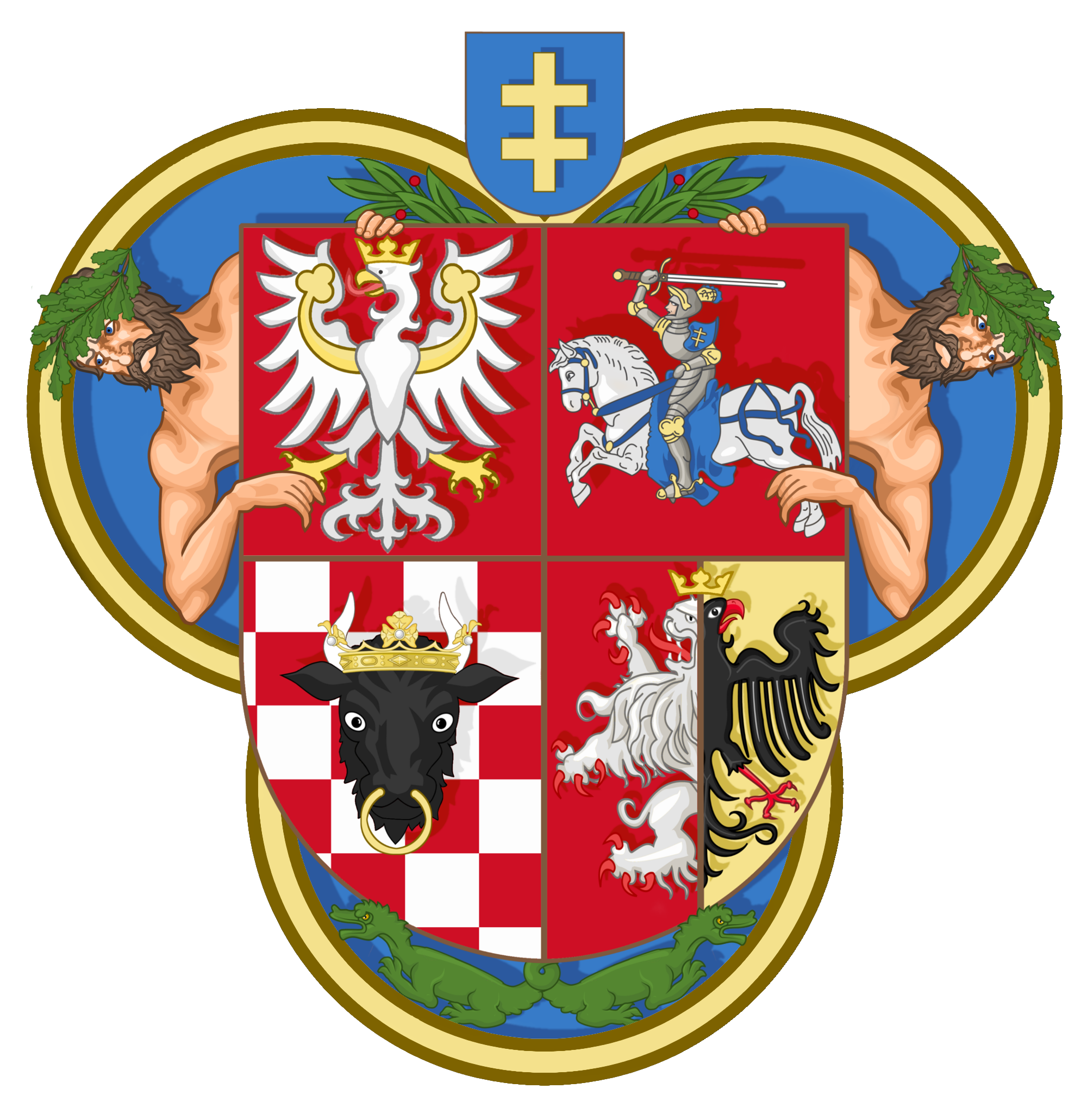
紋章

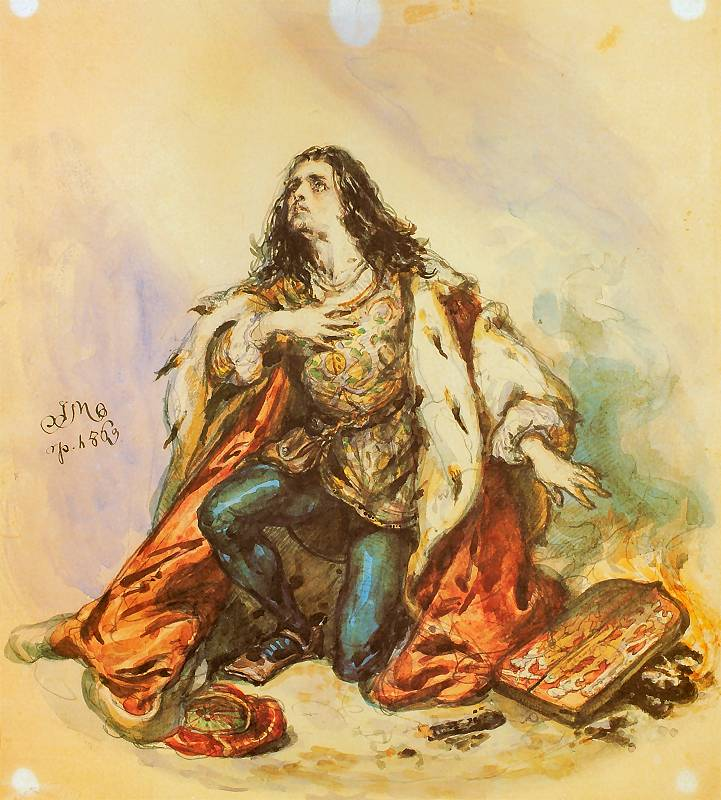
ヤン・マテイコによる肖像画

カジミェシュ・ヤギェロンチク（ポーランド語: :Kazimierz Jagiellończyk; リトアニア語: Kazimieras, 1458年10月3日 - 1484年3月4日）は、ポーランドおよびリトアニアの統治者であったヤギェヴォ家の人物でキリスト教の聖人。1552年にローマ・カトリック教会により列聖された。リトアニアおよびリトアニアの若者たちの守護聖人。リトアニア語名ではカジミエラス。

## 生涯
ポーランド王・リトアニア大公カジミェシュ4世と王妃エリーザベトの次男として生まれた。母方の祖父はローマ王・ハンガリー王・ボヘミア王だったアルブレヒト2世である。9歳になると、彼はルヴフ司教ヤン・ドゥゴシュとイタリア人の国王秘書官フィリッポ・ブオナコルッシに教育を受けた。13歳の時、カジミェシュはマーチャーシュ1世に不満を持つハンガリー貴族の一派からハンガリー王位に就くよう請願を受けている。オスマン帝国の侵略からキリスト教世界を防衛することを熱望していたカジミェシュは、ハンガリー王冠を受けることを承諾した。カジミェシュの伯父でかつてポーランド王とハンガリー王を兼ねたヴワディスワフ3世は、1444年のヴァルナの戦いでオスマン軍に敗死していた。しかし、カジミェシュは結局ハンガリー王位の獲得に失敗してポーランドに逃げ戻ることになり、再びヤン・ドゥゴシュの教え子となった。
父カジミェシュ4世は、長男ヴワディスワフ（ウラースロー2世）がボヘミア王位についた後、次男カジミェシュをポーランド王位の相続人とみなし、しばしば公の場に連れ出すようになった。1479年、国王はリトアニアに向こう5年間滞在することが決まり、カジミェシュ王子がポーランドで留守を守ることになった。1481年から1483年まで、カジミェシュはポーランド国家を大変な分別と公正さをもって統治した。
父王はカジミェシュを神聖ローマ皇帝フリードリヒ3世の娘クニグンデと結婚させようとしたが、彼は独身でいることを望み、この縁談を断った。敬虔な信仰の発露としての極端な断食生活が彼の体を衰えさせ、不治の肺臓の病、おそらく結核を病むことになった。1484年、カジミェシュはリトアニアへの旅の途中にフロドナで没した。25歳だった。リトアニア大公国の首都ヴィリニュスに埋葬され、現在もヴィリニュス大聖堂の聖カジミェラス礼拝堂に遺骸が安置されている。
カジミェシュは大変な徳をもって生き、また国家を統治し、素晴らしい慈愛と叡智を持った人物として記憶された。彼はいくつかの奇跡を起こしたことで知られる。有名な奇跡には、リトアニアと東方教会に属するモスクワ大公国との戦い（モスクワ・リトアニア戦争）の最中の1518年と1519年に、リトアニア軍の前に姿を現したというものがある。カジミェシュは1522年、教皇ハドリアヌス6世により列聖され、リトアニアの世襲領主であったことからリトアニア国家の守護聖人とされた。1948年6月11日、教皇ピウス12世はカジミェシュを全ての若者たちの特別な聖人であると宣言している。祝祭日は命日である3月4日。